# لانتیونین
لانتیونین (به انگلیسی: Lanthionine) با فرمول شیمیایی C۶H۱۲N۲O۴S یک ترکیب شیمیایی با شناسه پاب‌کم ۲۵۶۴۰۶ است. که جرم مولی آن ۲۰۸٫۲۳۱۸ g/mol می‌باشد. 